# Tribunal militaire aux armées (France)
Pour les articles homonymes, voir Tribunal militaire aux armées.
Cet article possède un paronyme, voir Tribunal aux armées.
En France, le tribunal militaire aux armées est chargé de la justice militaire. Ces tribunaux ne peuvent être établis qu'en temps de guerre et peuvent l'être en dehors du territoire national ; par opposition aux tribunaux territoriaux des forces armées, qui ne siègent que sur le territoire national et peuvent être établis même en temps de paix en cas de mobilisation, d'état de siège ou d'état d'urgence.
Lorsque ces juridictions ne sont pas établies, les infractions qui auraient été de leur compétence reviennent aux juridictions civiles, généralement à des chambres spécialisées en matière militaire.

## Organisation
Le tribunal est composé de cinq membres de nationalité française et âgés de vingt-cinq ans accomplis : un président et quatre juges militaires. Il y a auprès du tribunal un commissaire du gouvernement, un greffier et un huissier appariteur. (Par opposition, les tribunaux territoriaux des forces armées ne comprennent que trois juges militaires pour deux juges civils).
La chambre de l'instruction est composée de trois membres : un président et deux juges militaires ayant grade ou rang d’officier supérieur. (Les chambres d'instruction des tribunaux territoriaux des forces armées ne comprennent qu'un juge militaire pour deux juges civils).
Les juges militaires sont choisis parmi les troupes combattantes ou blessés au feu. (Devant les tribunaux territoriaux des forces armées, ce n'est obligatoire que pour le jugement de ressortissants ennemis).

## Compétences
Sont de la compétence des juridictions des forces armées les crimes et délits :
1. Commis par un militaire français ou les personnes à la suite de l'armée (la compétence s'étend alors aux coauteurs et complices)[3].
2. Commis à l'encontre d'un militaire français ou les personnes à la suite de l'armée[4].
3. Commis par un ennemi de la France à l’encontre d’un français, d’un militaire servant ou ayant servi sous le drapeau français, d’un apatride ou réfugié résidant en France[5].
4. Commis par un ennemi de la France au préjudice des biens de toutes les personnes physiques mentionnées ci-dessus et de toutes les personnes morales françaises, lorsque ces infractions, même accomplies à l’occasion ou sous le prétexte du temps de guerre, ne sont pas justifiées par les lois et coutumes de la guerre[5].
5. D'atteintes aux intérêts fondamentaux de la nation (trahison, espionnage, insurrection, etc.)[6].

## Procédure pénale
Par rapport à la procédure de droit commun, la procédure pénale militaire comporte certaines spécificités. Ainsi, les règles de garde à vue ne sont pas soumises au droit commun, la durée de la garde à vue est quarante-huit heures avec une possibilité de prolongation de vingt-quatre heures. [réf. nécessaire] Des dispositions spécifiques en matière de crimes et délits contre les intérêts fondamentaux de la nation commis en temps de guerre permettent de prolonger ces délais. En attendant la saisine du juge ou du tribunal, un magistrat du siège a la possibilité de prolonger l’incarcération du prévenu pouvant aller jusqu’à soixante jours. La procédure d’audience de jugement obéit à un formalisme assez lourd, similaire à celui d’une cour d’assises, ce qui permet de respecter les droits de la défense ; les jugements sont motivés. [réf. souhaitée] Enfin, l’exécution de la peine prononcée peut être suspendue par décision de l’autorité militaire qui a donné l’ordre de poursuite. [réf. souhaitée] Le condamné qui obtient le bénéfice de cette mesure est réputé subir sa peine pendant tout le temps où il reste présent sous les drapeaux après sa condamnation.